# Clementinum Kirchstetten

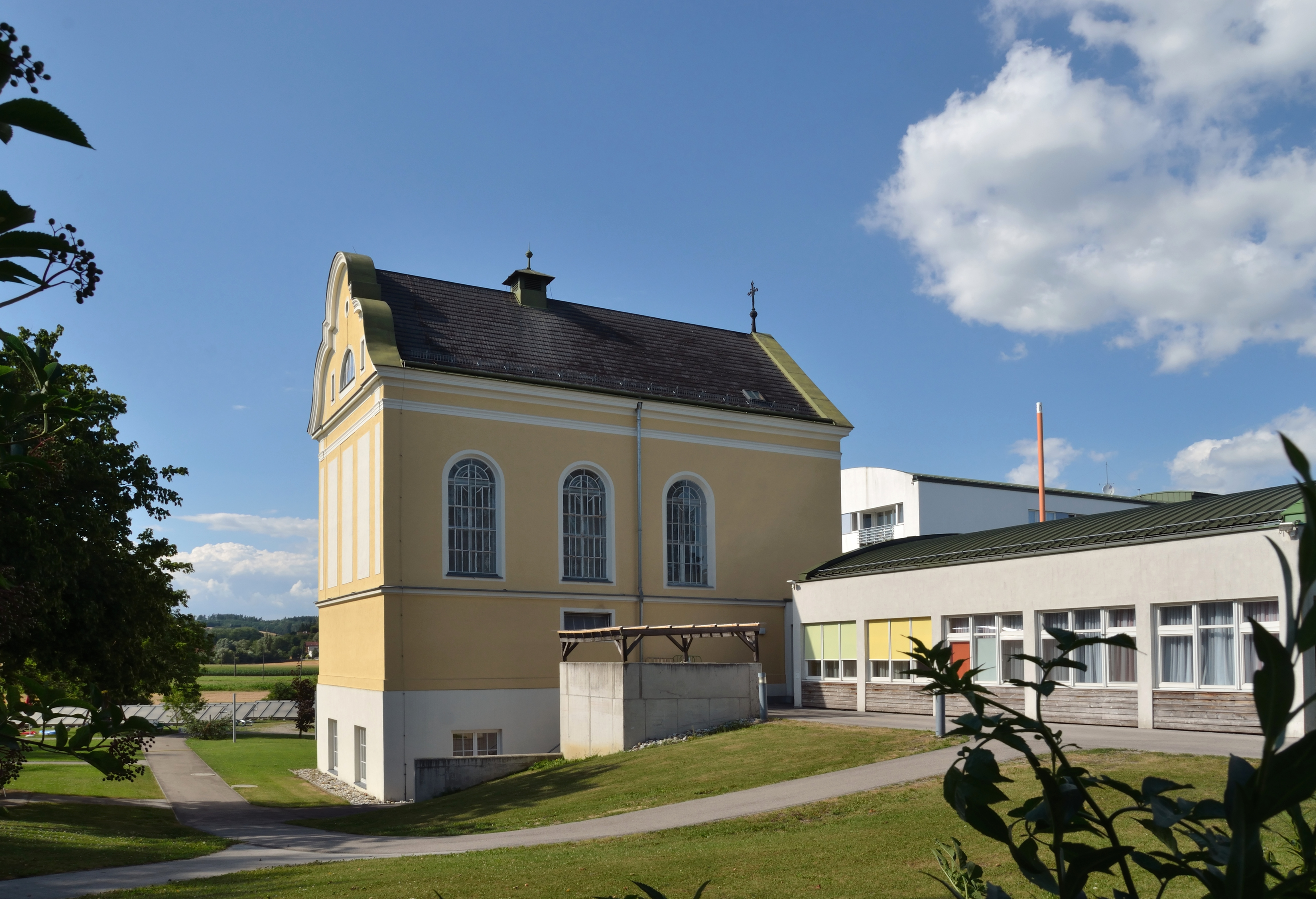
Kapelle des Altenpflegeheimes

Das Clementinum Kirchstetten steht im Ort Paltram in der Marktgemeinde Kirchstetten im Bezirk St. Pölten-Land in Niederösterreich. Das Pflegeheim gehört zum römisch-katholischen Pflegeheimträger Haus der Barmherzigkeit. Die Kapelle steht unter Denkmalschutz (Listeneintrag).

## Geschichte
2003 wurde an der Stelle eines Altenpflegeheimes ein Neubau errichtet. Die denkmalgeschützte Kapelle des ursprünglichen Altenheimes blieb erhalten. 2011 wurde mit einem Zubau/Umbau das Pflegeheim um weitere 24 Betten erweitert.
2017 wurde durch eine Recherche der Wiener Stadtzeitung Falter einer der größten Pflegeskandale der letzten Jahre in Österreich öffentlich. Demnach sollen schwer demente Patienten über Jahre hinweg misshandelt, gequält und teilweise sogar sexuell missbraucht worden sein. Die Staatsanwaltschaft hat in dem Fall Ermittlungen aufgenommen.

## Anerkennungen
- 2013 2. Platz Familienfreundlichster Betrieb in Niederösterreich verliehen von Landesrätin Petra Bohuslav[3]